# Joseph Anna Guillaume Tans
Joseph Anna Guillaume Tans (* 22. November 1914 in Maastricht; † 20. November 1992 in Groningen) war ein niederländischer Romanist und Französist.

## Leben und Werk
Tans studierte an der Radboud-Universität Nijmegen (früher Katholieke Universiteit Nijmegen)  und war Französischlehrer in ’s-Hertogenbosch, später in Utrecht. Er wurde 1949 an der Universität Nijmegen promoviert mit der Arbeit Bossuet en Hollande (Maastricht 1949). Ein Zwei-Jahres-Stipendium ermöglichte ihm weitere Forschungen in Paris, Rom und Löwen.
Er war an der Universität Groningen ab 1959 Lektor und von 1961 bis zu seiner Emeritierung 1979 Professor für neufranzösische Sprache und Literatur (auch Dekan seiner Fakultät).
Unter dem Einfluss seines Lehrers Gerard Brom (1882–1959) machte Tans den Jansenismus zum Forschungsthema seines Lebens. An der Seite von Marinus Kok engagierte er sich in der Gesprächskommission Rom-Utrecht, welche im Anschluss an das Zweite Vatikanische Konzil von 1966 bis 1981 die Beziehungen der Katholischen Kirche mit der (in Utrecht starken) Altkatholischen Kirche der Niederlande erörterte.

## Weitere Werke
- (Hrsg.) Pasquier Quesnel et les Pays-Bas. Correspondance, Groningen 1960
- (mit Marinus Kok) Rome-Utrecht. Over de historische oorzaken van de breuk tussen de Rooms-Katholieke en de Oud-Katholieke Kerken en de huidige beoordeling van die oorzaken, Hilversum 1966
- (mit Willem Noomen) Franse Letterkunde, Utrecht 1969
- (Hrsg. mit Henri Schmitz Du Moulin) Pasquier Quesnel devant la Congrégation de l’Index. Correspondance avec Francesco Barberini et mémoires sur la mise à l’Index de son édition des oeuvres de saint Léon, Den Haag 1974
- (Hrsg. mit Charles Grivel) Recherches sur le roman I, Groningen 1979
- (mit Lucien Ceyssens, 1902–2001) Autour de l’Unigenitus. Recherches sur la genèse de la constitution, Löwen 1987
- (Hrsg. mit Henri Schmitz Du Moulin) La correspondance de Pasquier Quesnel. Inventaire et index analytique, 3 Bde., Brüssel/Löwen 1989–1993
- Pasquier Quesnel et le jansénisme en Hollande, hrsg. von Henri Schmitz Du Moulin, Paris 2007 (mit Schriftenverzeichnis)